# Wenzel I. (Mähren)

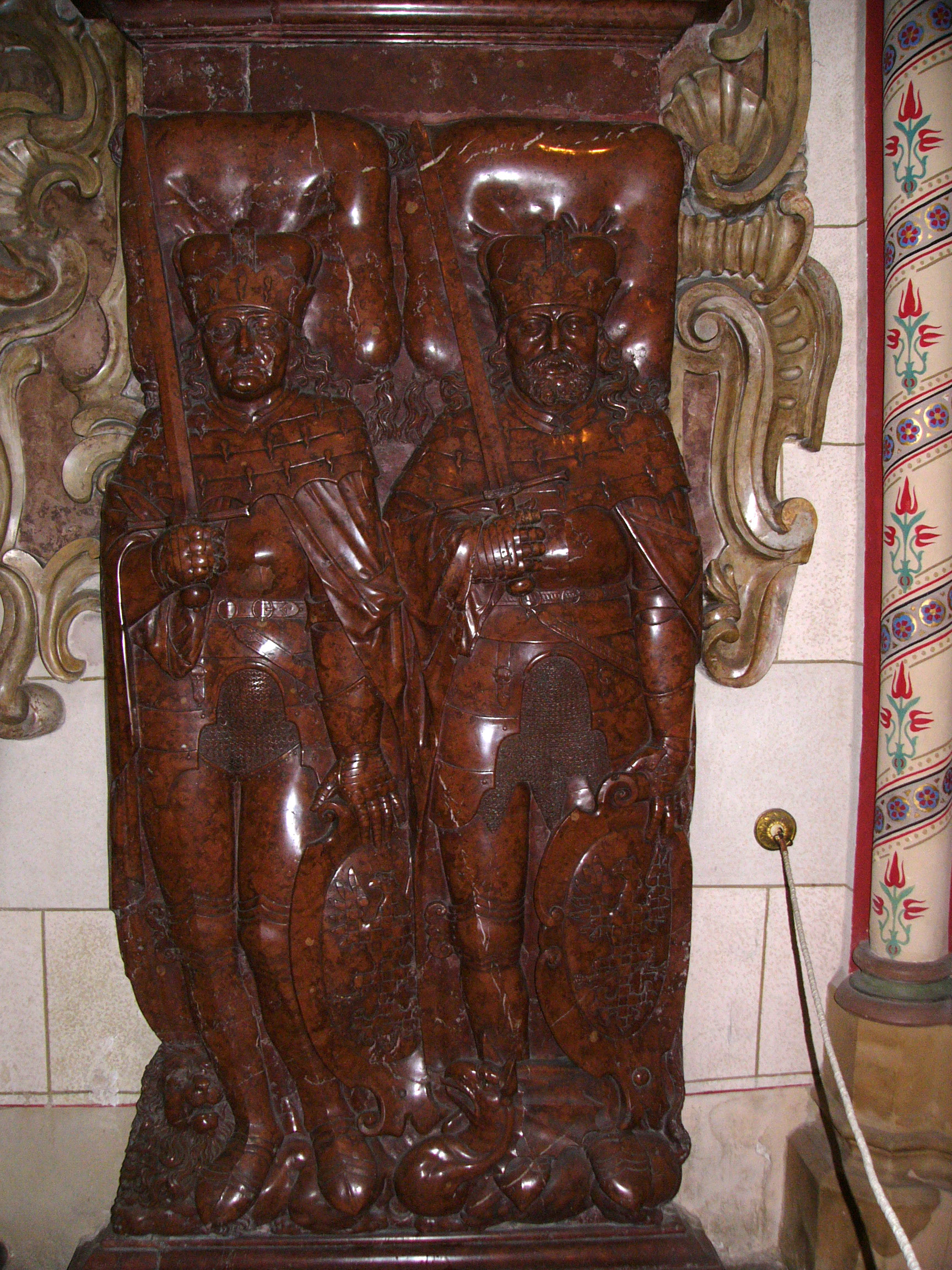
Wenzel I. mit seinem Vater Svatopluk II., St. Wenceslaus Kathedrale in Olomouc (Tschechien)

Wenzel I. (* 1107; † 1. März 1130), tschechisch Václav genannt, war von 1126 bis 1130 Herzog von Olmütz und stammt aus dem Geschlecht der Přemysliden.
Nur wenige Quellen gehen auf sein Leben ein. Er ist der Sohn von Svatopluk von Olmütz mit einer nicht bekannten Frau. Angeblich unterstützte er die ungarischen Könige im Kampf gegen Byzanz.